# 2005 en els vols espacials
Aquest article és una llista d'esdeveniments de vols espacials relacionats que es van produir el 2005.

## Llançaments
| Data i hora (UTC)       | Coet | Coet                                            | Plataforma de llançament                       | Plataforma de llançament                       | LSP                                                    | LSP                                                    |
| ----------------------- | --- | ----------------------------------------------- | ---------------------------------------------- | ---------------------------------------------- | ------------------------------------------------------ | ------------------------------------------------------ |
| Data i hora (UTC)       | Càrrega útil | Operador                                        | Òrbita                                         | Funció                                         | Deteriorament (UTC)                                    | Resultat                                               |
| Data i hora (UTC)       | Comentaris |                                                 |                                                |                                                |                                                        |                                                        |
| Gener                   | |                                                 |                                                |                                                |                                                        |                                                        |
| 12 de gener 18:47:08    | Estats Units - Delta II 7925 | Estats Units - Delta II 7925                    | Estats Units - Cape Canaveral SLC-17B          | Estats Units - Cape Canaveral SLC-17B          | Estats Units - Boeing IDS                              | Estats Units - Boeing IDS                              |
| 12 de gener 18:47:08    | Estats Units - Deep Impact | NASA                                            | Heliocèntrica                                  | Sobrevol de cometa                             | En òrbita                                              | Reeixit                                                |
| 12 de gener 18:47:08    | Estats Units - Impactador del Deep Impact | NASA                                            | Heliocèntrica                                  | Comet impactor                                 | 4 de juliol 05:52                                      | Reeixit                                                |
| 12 de gener 18:47:08    | Va visitar el 9P/Tempel. L'impactador es va estavellar en el cometa per comprovar la composició, la sonda principal va ser posteriorment reutilitzada per la missió EPOXI per estudiar planetes extrasolars i realitzar un sobrevol al cometa 103P/Hartley. La missió Stardust-NExT va volar el passat cometa per inspeccionar el cràter causat per l'impactador, com les restes del Deep Impact.                                |                                                 |                                                |                                                |                                                        |                                                        |
| 18 de gener 13:58:00    | Estats Units - Super Loki | Estats Units - Super Loki                       | Noruega - Andøya                               | Noruega - Andøya                               | Alemanya - DLR                                         | Alemanya - DLR                                         |
| 18 de gener 13:58:00    | Alemanya - ROMA 2005 RWCH05 | DLR                                             | Suborbital                                     | Meteorologia                                   | 18 de gener                                            | Reeixit                                                |
| 18 de gener 16:07       | Estats Units - Super Loki | Estats Units - Super Loki                       | Noruega - Andøya                               | Noruega - Andøya                               | Alemanya - DLR                                         | Alemanya - DLR                                         |
| 18 de gener 16:07       | Alemanya - ROMA 2005 RWCH08 | DLR                                             | Suborbital                                     | Meteorologia                                   | 18 de gener                                            | Reeixit                                                |
| 18 de gener 17:57       | Estats Units - Super Loki | Estats Units - Super Loki                       | Noruega - Andøya                               | Noruega - Andøya                               | Alemanya - DLR                                         | Alemanya - DLR                                         |
| 18 de gener 17:57       | Alemanya - ROMA 2005 RWCH11 | DLR                                             | Suborbital                                     | Meteorologia                                   | 18 de gener                                            | Reeixit                                                |
| 20 de gener 03:00:07    | Rússia - Kosmos-3M | Rússia - Kosmos-3M                              | Rússia - Plesetsk Site 132/1                   | Rússia - Plesetsk Site 132/1                   | Rússia                                                 | Rússia                                                 |
| 20 de gener 03:00:07    | Rússia - Kosmos 2414 (Parus) |                                                 | Òrbita baixa                                   | Navegació                                      | En òrbita                                              | Operacional                                            |
| 20 de gener 03:00:07    | Rússia - Universitetsky-Tatyana (RS-23) | MGU                                             | Òrbita baixa                                   | Tecnologia                                     | En òrbita                                              | Reeixit                                                |
| 20 de gener 03:00:07    | La Universitetsky-Tatyana va cessar les seves operacions el 6 de març 2007 |                                                 |                                                |                                                |                                                        |                                                        |
| 20 de gener 09:16       | Estats Units - Super Loki | Estats Units - Super Loki                       | Noruega - Andøya                               | Noruega - Andøya                               | Alemanya - DLR                                         | Alemanya - DLR                                         |
| 20 de gener 09:16       | Alemanya - ROMA 2005 RWCH14 | DLR                                             | Suborbital                                     | Meteorologia                                   | 18 de gener                                            | Reeixit                                                |
| Febrer                  | |                                                 |                                                |                                                |                                                        |                                                        |
| 1 de febrer             | França - M45 | França - M45                                    | França - Biscarosse                            | França - Biscarosse                            | França - French Navy                                   | França - French Navy                                   |
| 1 de febrer             | | French Navy                                     | Suborbital                                     | Prova de míssils                               | 1 de febrer                                            | Reeixit                                                |
| 1 de febrer             | Apogeu: 800 km |                                                 |                                                |                                                |                                                        |                                                        |
| 2 de febrer 20:57:00    | Estats Units - Terrier-Orion | Estats Units - Terrier-Orion                    | Estats Units - Barking Sands                   | Estats Units - Barking Sands                   | Estats Units - NASA                                    | Estats Units - NASA                                    |
| 2 de febrer 20:57:00    | | NAWC                                            | Suborbital                                     | Objectiu                                       | 2 de febrer                                            | Reeixit                                                |
| 2 de febrer 20:57:00    | Apogeu: 130 km |                                                 |                                                |                                                |                                                        |                                                        |
| 3 de febrer 02:27:32    | Rússia - Proton-M/Briz-M | Rússia - Proton-M/Briz-M                        | Kazakhstan - Baikonur Site 81/24               | Kazakhstan - Baikonur Site 81/24               | Rússia - Estats Units - International Launch Services  | Rússia - Estats Units - International Launch Services  |
| 3 de febrer 02:27:32    | Estats Units - AMC-12 (WORLDSAT 2) | SES Americom                                    | Geosíncrona                                    | Communicacions                                 | En òrbita                                              | Operacional                                            |
| 3 de febrer 07:41       | Estats Units - Atlas IIIB | Estats Units - Atlas IIIB                       | Estats Units - Cape Canaveral SLC-36B          | Estats Units - Cape Canaveral SLC-36B          | Rússia - Estats Units - International Launch Services  | Rússia - Estats Units - International Launch Services  |
| 3 de febrer 07:41       | Estats Units - USA-181 (NOSS-3 F3A) | NRO                                             | Òrbita baixa                                   | ELINT                                          | En òrbita                                              | Operacional                                            |
| 3 de febrer 07:41       | Estats Units - USA-181 (NOSS-3 F3B) | NRO                                             | Òrbita baixa                                   | ELINT                                          | En òrbita                                              | Operacional                                            |
| 3 de febrer 07:41       | Llançament del NRO núm. 23 "Canis Minor", vol final de l'Atlas IIIB |                                                 |                                                |                                                |                                                        |                                                        |
| 12 de febrer 21:03:01   | Europa - Ariane 5ECA | Europa - Ariane 5ECA                            | França - Kourou ELA-3                          | França - Kourou ELA-3                          | França - Arianespace                                   | França - Arianespace                                   |
| 12 de febrer 21:03:01   | Estats Units - XTAR-EUR | XTAR                                            | Geosíncrona                                    | Comunicacions                                  | En òrbita                                              | Operacional                                            |
| 12 de febrer 21:03:01   | França - Maqsat-B2 | Arianespace                                     | Transferència geosíncrona                      | Tecnologia                                     | En òrbita                                              | Reeixit                                                |
| 12 de febrer 21:03:01   | Països Baixos - Sloshsat-FLEVO | SRON                                            | Transferència geosíncrona                      | Microgravetat                                  | En òrbita                                              | Reeixit                                                |
| 12 de febrer 21:03:01   | Es va desplegar el Sloshsat-FLEVO des del Maqsat-B2 |                                                 |                                                |                                                |                                                        |                                                        |
| 14 de febrer 06:22      | Estats Units - UGM-27 Polaris (STARS) | Estats Units - UGM-27 Polaris (STARS)           | Estats Units - Kodiak                          | Estats Units - Kodiak                          | Estats Units - SMDC                                    | Estats Units - SMDC                                    |
| 14 de febrer 06:22      | Estats Units - IFT-14 Objectiu | MDA                                             | Suborbital                                     | Objectiu                                       | 14 de febrer                                           | Reeixit                                                |
| 14 de febrer 06:22      | Apogeu: 1000 km, es va cancel·lar el llançament de l'interceptador |                                                 |                                                |                                                |                                                        |                                                        |
| 24 de febrer 21:03      | Estats Units - Aries | Estats Units - Aries                            | Estats Units - Barking Sands                   | Estats Units - Barking Sands                   | Estats Units - Marina dels Estats Units d'Amèrica      | Estats Units - Marina dels Estats Units d'Amèrica      |
| 24 de febrer 21:03      | Estats Units - Objectiu del FTM-04-1 | MDA                                             | Suborbital                                     | Objectiu                                       | 24 de febrer                                           | Reeixit                                                |
| 24 de febrer 21:03      | Apogeu: 150 km, intercepat pel SM-3 |                                                 |                                                |                                                |                                                        |                                                        |
| 24 de febrer 21:04      | Estats Units - RIM-161 Standard Missile 3 | Estats Units - RIM-161 Standard Missile 3       | Estats Units - USS Lake Erie                   | Estats Units - USS Lake Erie                   | Estats Units - MDA                                     | Estats Units - MDA                                     |
| 24 de febrer 21:04      | Estats Units - FTM-04-1 Interceptor | MDA                                             | Suborbital                                     | Prova de l'Aegis                               | 24 de febrer                                           | Reeixit                                                |
| 24 de febrer 21:04      | "Stellar Dragon", Apogeu: 150 km, intercepat per l'Aries |                                                 |                                                |                                                |                                                        |                                                        |
| 26 de febrer 09:25      | Japó - H-IIA 2022 | Japó - H-IIA 2022                               | Japó - Tanegashima LA-Y1                       | Japó - Tanegashima LA-Y1                       | Japó - JAXA                                            | Japó - JAXA                                            |
| 26 de febrer 09:25      | Japó - Himawari 6 (MTSAT 1R) | MLIT/JMA                                        | Geosíncrona                                    | ATC/Clima                                      | En òrbita                                              | Operacional                                            |
| 26 de febrer 09:25      | Vol inaugural del H-IIA 2022 |                                                 |                                                |                                                |                                                        |                                                        |
| 28 de febrer 19:09:18   | Rússia - Soiuz-U | Rússia - Soiuz-U                                | Kazakhstan - Baikonur Site 1/5                 | Kazakhstan - Baikonur Site 1/5                 | Rússia - Roskosmos                                     | Rússia - Roskosmos                                     |
| 28 de febrer 19:09:18   | Rússia - Progress M-52 | Roskosmos                                       | Òrbita baixa (ISS)                             | Logística                                      | 16 de juny 00:02                                       | Reeixit                                                |
| 28 de febrer 19:09:18   | Rússia - TNS-0 | RNII KP                                         | Òrbita baixa                                   | Tecnologia                                     | 30 d'agost                                             | Reeixit                                                |
| 28 de febrer 19:09:18   | Vol de la ISS 17P, el TNS-0 va ser desplegat des de l'Estació Espacial Internacional a les 08:30 UTC del 28 de març, durant un EVA |                                                 |                                                |                                                |                                                        |                                                        |
| Març                    | |                                                 |                                                |                                                |                                                        |                                                        |
| 1 de març 03:50:59      | Ucraïna - Zenit-3SL | Ucraïna - Zenit-3SL                             | Noruega - Ocean Odyssey                        | Noruega - Ocean Odyssey                        | Nacions Unides - Sea Launch                            | Nacions Unides - Sea Launch                            |
| 1 de març 03:50:59      | Estats Units - XM-3 "Rhythm" | XM                                              | Geosíncrona                                    | Comunicacions                                  | En òrbita                                              | Operacional                                            |
| 1 de març 23:13:00      | Estats Units - Terrier-Orion | Estats Units - Terrier-Orion                    | Estats Units - Barking Sands                   | Estats Units - Barking Sands                   | Estats Units - NASA                                    | Estats Units - NASA                                    |
| 1 de març 23:13:00      | | NAWC                                            | Suborbital                                     | Objectiu                                       | 1 de març                                              | Reeixit                                                |
| 1 de març 23:13:00      | Apogeu: 130 km |                                                 |                                                |                                                |                                                        |                                                        |
| 2 de març 04:00:14      | Estats Units - UGM-133 Trident II D5 | Estats Units - UGM-133 Trident II D5            | Estats Units - USS Tennessee, ETR LP-5         | Estats Units - USS Tennessee, ETR LP-5         | Estats Units - Marina dels Estats Units d'Amèrica      | Estats Units - Marina dels Estats Units d'Amèrica      |
| 2 de març 04:00:14      | | Marina dels Estats Units d'Amèrica              | Suborbital                                     | Prova de míssils                               | 2 de març                                              | Reeixit                                                |
| 2 de març 04:00:14      | Apogeu: 1000 km, FCET-33 |                                                 |                                                |                                                |                                                        |                                                        |
| 2 de març 05:09:16      | Estats Units - UGM-133 Trident II D5 | Estats Units - UGM-133 Trident II D5            | Estats Units - USS Tennessee, ETR LP-5         | Estats Units - USS Tennessee, ETR LP-5         | Estats Units - Marina dels Estats Units d'Amèrica      | Estats Units - Marina dels Estats Units d'Amèrica      |
| 2 de març 05:09:16      | | Marina dels Estats Units d'Amèrica              | Suborbital                                     | Prova de míssils                               | 2 de març                                              | Reeixit                                                |
| 2 de març 05:09:16      | Apogeu: 1000 km, FCET-33 |                                                 |                                                |                                                |                                                        |                                                        |
| 2 de març 21:11:00      | Estats Units - Terrier-Orion | Estats Units - Terrier-Orion                    | Estats Units - Barking Sands                   | Estats Units - Barking Sands                   | Estats Units - NASA                                    | Estats Units - NASA                                    |
| 2 de març 21:11:00      | | NAWC                                            | Suborbital                                     | Objectiu                                       | 2 de març                                              | Reeixit                                                |
| 2 de març 21:11:00      | Apogeu: 130 km |                                                 |                                                |                                                |                                                        |                                                        |
| 2 de març 22:05:00      | Estats Units - Terrier-Oriole | Estats Units - Terrier-Oriole                   | Estats Units - Barking Sands                   | Estats Units - Barking Sands                   | Estats Units - NASA                                    | Estats Units - NASA                                    |
| 2 de març 22:05:00      | | NAWC                                            | Suborbital                                     | Objectiu                                       | 2 de març                                              | Reeixit                                                |
| 2 de març 22:05:00      | Apogeu: 300 km |                                                 |                                                |                                                |                                                        |                                                        |
| 6 de març 10:31:17      | Canadà - Black Brant XII | Canadà - Black Brant XII                        | Estats Units - Poker Flat LC-4                 | Estats Units - Poker Flat LC-4                 | Estats Units - NASA                                    | Estats Units - NASA                                    |
| 6 de març 10:31:17      | Estats Units - CASCADES | Dartmouth                                       | Destinat: Suborbital                           | Aurores                                        | 6 de març                                              | Error de llançament                                    |
| 6 de març 10:31:17      | Error d'ignició en la tercera etapa, Apogeu: 29 km |                                                 |                                                |                                                |                                                        |                                                        |
| 11 de març 21:42        | Estats Units - Atlas V 431 | Estats Units - Atlas V 431                      | Estats Units - Cape Canaveral SLC-41           | Estats Units - Cape Canaveral SLC-41           | Rússia - Estats Units - International Launch Services  | Rússia - Estats Units - International Launch Services  |
| 11 de març 21:42        | Regne Unit - Inmarsat-4 F1 | Inmarsat                                        | Geosíncrona                                    | Comunicacions                                  | En òrbita                                              | Operacional                                            |
| 11 de març 21:42        | Vol inaugural de l'Atlas V 431 |                                                 |                                                |                                                |                                                        |                                                        |
| 15 de març 05:45:00     | Estats Units - Improved Orion | Estats Units - Improved Orion                   | Estats Units - Poker Flat LC-3                 | Estats Units - Poker Flat LC-3                 | Estats Units - NASA                                    | Estats Units - NASA                                    |
| 15 de març 05:45:00     | Estats Units - DUST | Dartmouth                                       | Suborbital                                     | Micrometeoroides                               | 15 de març                                             | Reeixit                                                |
| 15 de març 05:45:00     | Apogeu: 105 km |                                                 |                                                |                                                |                                                        |                                                        |
| 15 de març 07:45:00     | Estats Units - Improved Orion | Estats Units - Improved Orion                   | Estats Units - Poker Flat LC-2                 | Estats Units - Poker Flat LC-2                 | Estats Units - NASA                                    | Estats Units - NASA                                    |
| 15 de març 07:45:00     | Estats Units - DUST | Dartmouth                                       | Suborbital                                     | Micrometeoroids                                | 15 de març                                             | Reeixit                                                |
| 15 de març 07:45:00     | Apogeu: 105 km |                                                 |                                                |                                                |                                                        |                                                        |
| 19 de març              | Pakistan - Shaheen-II | Pakistan - Shaheen-II                           | Pakistan - Sonmiani                            | Pakistan - Sonmiani                            | Pakistan - Army of Pakistan                            | Pakistan - Army of Pakistan                            |
| 19 de març              | | Exèrcit del Pakistan                            | Suborbital                                     | Prova de míssils                               | 19 de març                                             | Reeixit                                                |
| 19 de març              | Apogeu: 300 km |                                                 |                                                |                                                |                                                        |                                                        |
| 29 de març 22:31L00     | Rússia - Proton-K/DM-2M | Rússia - Proton-K/DM-2M                         | Kazakhstan - Baikonur Site 200/39              | Kazakhstan - Baikonur Site 200/39              | Rússia - VKS                                           | Rússia - VKS                                           |
| 29 de març 22:31L00     | Rússia - Ekspress AM-2 | RSCC                                            | Geosíncrona                                    | Comunicacions                                  | En òrbita                                              | Operacional                                            |
| Abril                   | |                                                 |                                                |                                                |                                                        |                                                        |
| 8 d'abril 05:56         | Índia - RH-300 Mk.II | Índia - RH-300 Mk.II                            | Índia - Satish Dhawan                          | Índia - Satish Dhawan                          | Índia - ISRO                                           | Índia - ISRO                                           |
| 8 d'abril 05:56         | | PRL                                             | Suborbital                                     | Aeronomia                                      | 8 d'abril                                              | Reeixit                                                |
| 8 d'abril 05:56         | Apogeu: 130 km |                                                 |                                                |                                                |                                                        |                                                        |
| 8 d'abril 17:30         | Estats Units - Castor 4B MRT | Estats Units - Castor 4B MRT                    | Estats Units - C-17, Oceà Pacífic              | Estats Units - C-17, Oceà Pacífic              | Estats Units - Orbital Sciences                        | Estats Units - Orbital Sciences                        |
| 8 d'abril 17:30         | | Orbital Sciences                                | Suborbital                                     | Vol de proves                                  | 8 d'abril                                              | Reeixit                                                |
| 8 d'abril 17:30         | Apogeu: 300 km |                                                 |                                                |                                                |                                                        |                                                        |
| 11 d'abril 13:35        | Estats Units - Minotaur I | Estats Units - Minotaur I                       | Estats Units - Vandenberg SLC-8                | Estats Units - Vandenberg SLC-8                | Estats Units - Orbital Sciences                        | Estats Units - Orbital Sciences                        |
| 11 d'abril 13:35        | Estats Units - USA-165 (XSS-11) | USAFRL                                          | Òrbita baixa                                   | Tecnologia                                     | En òrbita                                              | Reeixit                                                |
| 12 d'abril 12:00        | Xina - Llarga Marxa 3B | Xina - Llarga Marxa 3B                          | Xina - Xichang LA-2                            | Xina - Xichang LA-2                            | Xina - CASC                                            | Xina - CASC                                            |
| 12 d'abril 12:00        | Xina - Apstar VI | APT                                             | Geosíncrona                                    | Comunicacions                                  | En òrbita                                              | Operacional                                            |
| 15 d'abril 00:46:25     | Rússia - Soiuz-FG | Rússia - Soiuz-FG                               | Kazakhstan - Baikonur Site 1/5                 | Kazakhstan - Baikonur Site 1/5                 | Rússia - Roskosmos                                     | Rússia - Roskosmos                                     |
| 15 d'abril 00:46:25     | Rússia - Soiuz TMA-6 | Roskosmos                                       | Òrbita baixa (ISS)                             | Expedition 11                                  | 11 d'octubre 01:09:00                                  | Reeixit                                                |
| 15 d'abril 00:46:25     | Vol espacial orbital tripulat amb 3 cosmonautes |                                                 |                                                |                                                |                                                        |                                                        |
| 15 d'abril 17:26:50     | Estats Units - Pegasus-XL | Estats Units - Pegasus-XL                       | Estats Units - Stargazer, Vandenberg           | Estats Units - Stargazer, Vandenberg           | Estats Units - Orbital Sciences                        | Estats Units - Orbital Sciences                        |
| 15 d'abril 17:26:50     | Estats Units - DART | NASA                                            | Òrbita baixa                                   | Tecnologia                                     | En òrbita                                              | Error del vehicle                                      |
| 15 d'abril 17:26:50     | No es va poder realitzar l'encontre amb el satèl·lit de comunicacions MUBLCOM a causa d'un problema de navegació que va permetre als satèl·lits col·lidir en òrbita. Desactivat onze hores després del seu llançament. |                                                 |                                                |                                                |                                                        |                                                        |
| 26 d'abril 07:31:29     | Ucraïna - Zenit-3SL | Ucraïna - Zenit-3SL                             | Noruega - Ocean Odyssey                        | Noruega - Ocean Odyssey                        | Nacions Unides - Sea Launch                            | Nacions Unides - Sea Launch                            |
| 26 d'abril 07:31:29     | Estats Units - Spaceway 1 | DirecTV                                         | Geosíncrona                                    | Comunicacions                                  | En òrbita                                              | Operacional                                            |
| 30 d'abril 00:50        | Estats Units - Titan IV(403)B | Estats Units - Titan IV(403)B                   | Estats Units - Cape Canaveral SLC-40           | Estats Units - Cape Canaveral SLC-40           | Estats Units - Lockheed Martin                         | Estats Units - Lockheed Martin                         |
| 30 d'abril 00:50        | Estats Units - USA-182 (Lacrosse 5) | NRO                                             | Òrbita baixa                                   | Imatgeria per radar                            | En òrbita                                              | Operacional                                            |
| 30 d'abril 00:50        | Llançament del NRO núm. 16, va ser el llançament final del Titan des de Cape Canaveral |                                                 |                                                |                                                |                                                        |                                                        |
| Maig                    | |                                                 |                                                |                                                |                                                        |                                                        |
| 2 de maig 05:00         | Regne Unit - Skylark 7 | Regne Unit - Skylark 7                          | Suècia - Esrange Skylark Tower                 | Suècia - Esrange Skylark Tower                 | Regne Unit - Sounding Rocket Services                  | Regne Unit - Sounding Rocket Services                  |
| 2 de maig 05:00         | Europa - Maser-10 | ESA                                             | Suborbital                                     | Microgravetat                                  | 2 de maig                                              | Reeixit                                                |
| 2 de maig 05:00         | Primer llançament del Skylark, Apogeu: 252 km |                                                 |                                                |                                                |                                                        |                                                        |
| 5 de maig 04:45         | Índia - PSLV | Índia - PSLV                                    | Índia - Satish Dhawan SLP                      | Índia - Satish Dhawan SLP                      | Índia - ISRO                                           | Índia - ISRO                                           |
| 5 de maig 04:45         | Índia - CARTOSAT-1 | ISRO                                            | Heliosíncrona                                  | Teledetecció                                   | En òrbita                                              | Operacional                                            |
| 5 de maig 04:45         | Índia - HAMSAT (VUSat-Oscar 52) | AMSAT-India                                     | Heliosíncrona                                  | Ràdio novell                                   | En òrbita                                              | Operacional                                            |
| 5 de maig 09:35:00      | Estats Units - Terrier-Orion | Estats Units - Terrier-Orion                    | Estats Units - Wallops                         | Estats Units - Wallops                         | Estats Units - NASA                                    | Estats Units - NASA                                    |
| 5 de maig 09:35:00      | Estats Units - MCAFT-1/IBSi | IBSi                                            | Suborbital                                     | Biològic                                       | 5 de maig                                              | Reeixit                                                |
| 5 de maig 09:35:00      | Apogeu: 156 km |                                                 |                                                |                                                |                                                        |                                                        |
| 20 de maig 10:22:01     | Estats Units - Delta II 7320 | Estats Units - Delta II 7320                    | Estats Units - Vandenberg SLC-2W               | Estats Units - Vandenberg SLC-2W               | Estats Units - Boeing IDS                              | Estats Units - Boeing IDS                              |
| 20 de maig 10:22:01     | Estats Units - NOAA-18 (NOAA-N) | NOAA                                            | Heliosíncrona                                  | Clima                                          | En òrbita                                              | Operacional                                            |
| 22 de maig 17:59:08     | Rússia - Proton-M/Briz-M | Rússia - Proton-M/Briz-M                        | Kazakhstan - Baikonur Site 200/39              | Kazakhstan - Baikonur Site 200/39              | Rússia - Estats Units - International Launch Services  | Rússia - Estats Units - International Launch Services  |
| 22 de maig 17:59:08     | Estats Units - DirecTV-8 | DirecTV                                         | Geosíncrona                                    | Comunicacions                                  | En òrbita                                              | Operacional                                            |
| 27 de maig              | Rússia - R-17 Elbrus (B) | Rússia - R-17 Elbrus (B)                        | Síria - Minakh                                 | Síria - Minakh                                 | Síria - Syrian Army                                    | Síria - Syrian Army                                    |
| 27 de maig              | | Syrian Army                                     | Suborbital                                     | Prova de míssils                               | 27 de maig                                             | Reeixit                                                |
| 27 de maig              | Apogeu: 100 km |                                                 |                                                |                                                |                                                        |                                                        |
| 27 de maig              | Rússia - R-17 Elbrus (D) | Rússia - R-17 Elbrus (D)                        | Síria - Minakh                                 | Síria - Minakh                                 | Síria - Syrian Army                                    | Síria - Syrian Army                                    |
| 27 de maig              | | Syrian Army                                     | Suborbital                                     | Prova de míssils                               | 27 de maig                                             | Reeixit                                                |
| 27 de maig              | Apogeu: 100 km |                                                 |                                                |                                                |                                                        |                                                        |
| 27 de maig              | Rússia - R-17 Elbrus (D) | Rússia - R-17 Elbrus (D)                        | Síria - Minakh                                 | Síria - Minakh                                 | Síria - Syrian Army                                    | Síria - Syrian Army                                    |
| 27 de maig              | | Syrian Army                                     | Suborbital                                     | Prova de míssils                               | 27 de maig                                             | Error de llançament                                    |
| 27 de maig              | Disintegrated over Turkey |                                                 |                                                |                                                |                                                        |                                                        |
| 31 de maig 12:00        | Rússia - Soiuz-U | Rússia - Soiuz-U                                | Kazakhstan - Baikonur Site 1/5                 | Kazakhstan - Baikonur Site 1/5                 | Rússia - Roskosmos                                     | Rússia - Roskosmos                                     |
| 31 de maig 12:00        | Rússia - Europa - Foton-M2 | Roskosmos/ESA                                   | Òrbita baixa                                   | Microgravetat                                  | 16 de juny                                             | Reeixit                                                |
| 31 de maig 12:00        | Recuperat intacte |                                                 |                                                |                                                |                                                        |                                                        |
| Juny                    | |                                                 |                                                |                                                |                                                        |                                                        |
| 12 de juny              | Xina - Ju Lang 2 | Xina - Ju Lang 2                                | Xina - Submarine, Yellow Sea                   | Xina - Submarine, Yellow Sea                   | Xina - PLAN                                            | Xina - PLAN                                            |
| 12 de juny              | | PLAN                                            | Suborbital                                     | Prova de míssils                               | 12 de juny                                             | Reeixit                                                |
| 16 de juny 23:09:34     | Rússia - Soiuz-U | Rússia - Soiuz-U                                | Kazakhstan - Baikonur Site 1/5                 | Kazakhstan - Baikonur Site 1/5                 | Rússia - Roskosmos                                     | Rússia - Roskosmos                                     |
| 16 de juny 23:09:34     | Rússia - Progress M-53 | Roskosmos                                       | Òrbita baixa (ISS)                             | Logística                                      | 7 de setembre 14:12:40                                 | Reeixit                                                |
| 16 de juny 23:09:34     | Vol de la ISS 18P |                                                 |                                                |                                                |                                                        |                                                        |
| 21 de juny 00:48:37     | Rússia - Molniya-M/ML | Rússia - Molniya-M/ML                           | Rússia - Plesetsk Site 16/2                    | Rússia - Plesetsk Site 16/2                    | Rússia - VKS                                           | Rússia - VKS                                           |
| 21 de juny 00:48:37     | Rússia - Molniya-3K #12L | VKS                                             | Destinat: Molnia                               | Comunicacions                                  | +6 minuts                                              | Error de llançament                                    |
| 21 de juny 00:48:37     | No es va poder assolir l'òrbita a causa d'un problema en la tercera etapa |                                                 |                                                |                                                |                                                        |                                                        |
| 21 de juny 19:46:09     | Rússia - Volna | Rússia - Volna                                  | Rússia - K-496 Borisoglebsk, Mar de Barentsz   | Rússia - K-496 Borisoglebsk, Mar de Barentsz   | Rússia - VMF                                           | Rússia - VMF                                           |
| 21 de juny 19:46:09     | Estats Units - Cosmos 1 | Planetary Society                               | Destinat: Òrbita baixa                         | Tecnologia                                     | 21 de juny                                             | Error de llançament                                    |
| 21 de juny 19:46:09     | Vela solar experimental, error en el motor de la primera etapa 83 segons després del llançament |                                                 |                                                |                                                |                                                        |                                                        |
| 23 de juny 14:03:00     | Ucraïna - Zenit-3SL | Ucraïna - Zenit-3SL                             | Noruega - Ocean Odyssey                        | Noruega - Ocean Odyssey                        | Nacions Unides - Sea Launch                            | Nacions Unides - Sea Launch                            |
| 23 de juny 14:03:00     | Nacions Unides - Intelsat Americas 8 (2005-2007) · Galaxy 28 (2007—) | Intelsat                                        | Geosíncrona                                    | Comunicacions                                  | En òrbita                                              | Operacional                                            |
| 23 de juny 14:03:00     | Originalment designat com a Telstar 8 per Loral Space & Comunicacions, es va vendre a Intelsat abans del seu llançament |                                                 |                                                |                                                |                                                        |                                                        |
| 24 de juny 19:41:00     | Rússia - Proton-K/DM-2 | Rússia - Proton-K/DM-2                          | Kazakhstan - Baikonur Site 200/39              | Kazakhstan - Baikonur Site 200/39              | Rússia - VKS                                           | Rússia - VKS                                           |
| 24 de juny 19:41:00     | Rússia - Ekspress AM-3 | RSCC                                            | Geosíncrona                                    | Comunicacions                                  | En òrbita                                              | Operacional                                            |
| 28 de juny 22:54        | Estats Units - Terrier-ASAS | Estats Units - Terrier-ASAS                     | Estats Units - Wallops                         | Estats Units - Wallops                         | Estats Units - NASA                                    | Estats Units - NASA                                    |
| 28 de juny 22:54        | | NASA                                            | Suborbital                                     | Vol de proves                                  | 28 de juny                                             | Reeixit                                                |
| Juliol                  | |                                                 |                                                |                                                |                                                        |                                                        |
| 4 de juliol 08:41       | Estats Units - Improved Orion | Estats Units - Improved Orion                   | Noruega - Andøya                               | Noruega - Andøya                               | Noruega - FFI                                          | Noruega - FFI                                          |
| 4 de juliol 08:41       | Noruega - IMEF | Oslo                                            | Suborbital                                     | Aeronomia/Ionosfèric                           | 4 de juliol                                            | Reeixit                                                |
| 4 de juliol 08:41       | Apogeu: 100 km |                                                 |                                                |                                                |                                                        |                                                        |
| 5 de juliol 22:40       | Xina - Llarga Marxa 2D | Xina - Llarga Marxa 2D                          | Xina - Jiuquan LA-4/SLS-1                      | Xina - Jiuquan LA-4/SLS-1                      | Xina - CASC                                            | Xina - CASC                                            |
| 5 de juliol 22:40       | Xina - Shijian 7 | CASC                                            | Òrbita baixa                                   | Científic                                      | En òrbita                                              | Operacional                                            |
| 7 de juliol 16:20:00    | Canadà - Black Brant IX | Canadà - Black Brant IX                         | Estats Units - White Sands                     | Estats Units - White Sands                     | Estats Units - NASA                                    | Estats Units - NASA                                    |
| 7 de juliol 16:20:00    | Estats Units - VAULT 3 | NRL                                             | Suborbital                                     | Solar                                          | 7 de juliol                                            | Reeixit                                                |
| 7 de juliol 16:20:00    | Xina - Dong Feng 21 | Xina - Dong Feng 21                             | Xina - Xichang                                 | Xina - Xichang                                 | Xina - PLA                                             | Xina - PLA                                             |
| 7 de juliol 16:20:00    | | PLA                                             | Suborbital                                     | Prova d'ASAT                                   | 7 de juliol                                            | Error de llançament                                    |
| 7 de juliol 16:20:00    | No es va poder interceptar |                                                 |                                                |                                                |                                                        |                                                        |
| 10 de juliol 03:30      | Japó - M-V | Japó - M-V                                      | Japó - Uchinoura                               | Japó - Uchinoura                               | Japó - JAXA                                            | Japó - JAXA                                            |
| 10 de juliol 03:30      | Japó - Suzaku (ASTRO-EII) | JAXA                                            | Òrbita baixa                                   | Astronomia de raigs X                          | En òrbita                                              | Operacional                                            |
| 21 de juliol 08:01      | Estats Units - LGM-30G Minuteman III | Estats Units - LGM-30G Minuteman III            | Estats Units - Vandenberg LF-10                | Estats Units - Vandenberg LF-10                | Estats Units - Força Aèria dels Estats Units d'Amèrica | Estats Units - Força Aèria dels Estats Units d'Amèrica |
| 21 de juliol 08:01      | Estats Units - SERV-1 | Força Aèria dels Estats Units d'Amèrica         | Suborbital                                     | Prova de míssils                               | 21 de juliol                                           | Reeixit                                                |
| 26 de juliol 14:39:00   | Estats Units - Transbordador espacial Discovery | Estats Units - Transbordador espacial Discovery | Estats Units - Kennedy LC-39B                  | Estats Units - Kennedy LC-39B                  | Estats Units - United Space Alliance                   | Estats Units - United Space Alliance                   |
| 26 de juliol 14:39:00   | Estats Units - STS-114 | NASA                                            | Òrbita baixa (ISS)                             | Acoblament de la ISS                           | 9 d'agost 12:11:22                                     | Reeixit                                                |
| 26 de juliol 14:39:00   | Itàlia - Estats Units - Raffaello MPLM | ASI/NASA                                        | Òrbita baixa (ISS)                             | Logística                                      | 9 d'agost 12:11:22                                     | Reeixit                                                |
| 26 de juliol 14:39:00   | Vol espacial orbital tripulat amb set astronautes, primer retorn a les missions després de l'accident del Columbia, l'orbitador va requerir de reparacions mentre era en òrbita. |                                                 |                                                |                                                |                                                        |                                                        |
| Agost                   | |                                                 |                                                |                                                |                                                        |                                                        |
| 2 d'agost 07:30         | Xina - Llarga Marxa 2C | Xina - Llarga Marxa 2C                          | Xina - Jiuquan                                 | Xina - Jiuquan                                 | Xina - CNSA                                            | Xina - CNSA                                            |
| 2 d'agost 07:30         | Xina - FSW-21 (FSW-3 #4) | CNSA                                            | Òrbita baixa                                   | Teledetecció                                   | 28 d'agost 23:38                                       | Reeixit                                                |
| 2 d'agost 07:30         | Es va recuperar després de la reentrada |                                                 |                                                |                                                |                                                        |                                                        |
| 3 d'agost 18:45         | Canadà - Black Brant IX | Canadà - Black Brant IX                         | Estats Units - White Sands                     | Estats Units - White Sands                     | Estats Units - NASA                                    | Estats Units - NASA                                    |
| 3 d'agost 18:45         | Estats Units - USC-6 | USCLA                                           | Suborbital                                     | Solar                                          | 3 d'agost                                              | Reeixit                                                |
| 3 d'agost               | Estats Units - Castor 4B | Estats Units - Castor 4B                        | Estats Units - Barking Sands                   | Estats Units - Barking Sands                   | Estats Units - Exèrcit dels Estats Units d'Amèrica     | Estats Units - Exèrcit dels Estats Units d'Amèrica     |
| 3 d'agost               | Estats Units - CHCM-1 | Exèrcit dels Estats Units d'Amèrica             | Suborbital                                     | Vol de proves                                  | 3 d'agost                                              | Reeixit                                                |
| 3 d'agost               | Apogeu: 400 km |                                                 |                                                |                                                |                                                        |                                                        |
| 11 d'agost 08:20:44     | Europa - Ariane 5GS | Europa - Ariane 5GS                             | França - Kourou ELA-3                          | França - Kourou ELA-3                          | França - Arianespace                                   | França - Arianespace                                   |
| 11 d'agost 08:20:44     | Tailàndia - Thaicom 4 (iPSTAR) | Shin Satellite                                  | Geosíncrona                                    | Comunicacions                                  | En òrbita                                              | Operacional                                            |
| 11 d'agost 08:20:44     | Vol inaugural de l'Ariane 5GS |                                                 |                                                |                                                |                                                        |                                                        |
| 12 d'agost 11:43:00     | Estats Units - Atlas V 401 | Estats Units - Atlas V 401                      | Estats Units - Cape Canaveral SLC-41           | Estats Units - Cape Canaveral SLC-41           | Rússia - Estats Units - International Launch Services  | Rússia - Estats Units - International Launch Services  |
| 12 d'agost 11:43:00     | Estats Units - Mars Reconnaissance Orbiter | NASA                                            | Areocèntrica                                   | Orbitador de Mart                              | En òrbita                                              | Operacional                                            |
| 13 d'agost 23:28:26     | Rússia - Soiuz-FG/Fregat | Rússia - Soiuz-FG/Fregat                        | Kazakhstan - Baikonur Site 31/6                | Kazakhstan - Baikonur Site 31/6                | Europa - Rússia - Starsem                              | Europa - Rússia - Starsem                              |
| 13 d'agost 23:28:26     | Estats Units - Galaxy 14 | PanAmSat (2005-2006) Intelsat (2006—)           | Geosíncrona                                    | Comunicacions                                  | En òrbita                                              | Operacional                                            |
| 17 d'agost 07:06        | Rússia - R-29RMU Sineva | Rússia - R-29RMU Sineva                         | Rússia - Severodvinsk, Mar de Barentsz         | Rússia - Severodvinsk, Mar de Barentsz         | Rússia - VMF                                           | Rússia - VMF                                           |
| 17 d'agost 07:06        | | VMF                                             | Suborbital                                     | Prova de míssils                               | 17 d'agost                                             | Reeixit                                                |
| 17 d'agost 07:06        | Apogeu: 1000 km |                                                 |                                                |                                                |                                                        |                                                        |
| 18 d'agost              | Estats Units - Castor 4B | Estats Units - Castor 4B                        | Estats Units - Barking Sands                   | Estats Units - Barking Sands                   | Estats Units - Exèrcit dels Estats Units d'Amèrica     | Estats Units - Exèrcit dels Estats Units d'Amèrica     |
| 18 d'agost              | Estats Units - CHCM-1 | Exèrcit dels Estats Units d'Amèrica             | Suborbital                                     | Vol de proves                                  | 18 d'agost                                             | Reeixit                                                |
| 18 d'agost              | Apogeu: 400 km |                                                 |                                                |                                                |                                                        |                                                        |
| 23 d'agost 21:09:59     | Ucraïna - Dnepr-1 | Ucraïna - Dnepr-1                               | Kazakhstan - Baikonur Site 109/95              | Kazakhstan - Baikonur Site 109/95              | Rússia - ISC Kosmotras                                 | Rússia - ISC Kosmotras                                 |
| 23 d'agost 21:09:59     | Japó - Kirari (OICETS) | JAXA                                            | Òrbita baixa                                   | Tecnologia                                     | En òrbita                                              | Reeixit                                                |
| 23 d'agost 21:09:59     | Japó - Reimei (INDEX) | JAXA                                            | Òrbita baixa                                   | Tecnologia                                     | En òrbita                                              | Operacional                                            |
| 23 d'agost 21:09:59     | El Kirari va ser desactivat el 24 de setembre 2009 |                                                 |                                                |                                                |                                                        |                                                        |
| 26 d'agost 08:01        | Estats Units - LGM-30G Minuteman III | Estats Units - LGM-30G Minuteman III            | Estats Units - Vandenberg LF-26                | Estats Units - Vandenberg LF-26                | Estats Units - Força Aèria dels Estats Units d'Amèrica | Estats Units - Força Aèria dels Estats Units d'Amèrica |
| 26 d'agost 08:01        | Estats Units - GT-188GM/SERV-2 | Força Aèria dels Estats Units d'Amèrica         | Suborbital                                     | Prova de míssils                               | 26 d'agost                                             | Reeixit                                                |
| 26 d'agost 08:01        | Apogeu: 1300 km |                                                 |                                                |                                                |                                                        |                                                        |
| 26 d'agost 18:34:28     | Rússia - Rókot/Briz-KM | Rússia - Rókot/Briz-KM                          | Rússia - Plesetsk Site 133/3                   | Rússia - Plesetsk Site 133/3                   | Rússia - VKS                                           | Rússia - VKS                                           |
| 26 d'agost 18:34:28     | Rússia - Monitor-E | Roskosmos                                       | Òrbita baixa                                   | Entorn                                         | En òrbita                                              | Operacional                                            |
| 26 d'agost 18:34:28     | Van aparèixer problemes de control poc després del llançament, es va resoldre en pocs mesos després |                                                 |                                                |                                                |                                                        |                                                        |
| 29 d'agost 18:45        | Xina - Llarga Marxa 2D | Xina - Llarga Marxa 2D                          | Xina - Jiuquan LA-4                            | Xina - Jiuquan LA-4                            | Xina - CASC                                            | Xina - CASC                                            |
| 29 d'agost 18:45        | Xina - FSW-22 (FSW-3 #5) | CNSA                                            | Òrbita baixa                                   | Reconeixement                                  | 17 d'octubre                                           | Reeixit                                                |
| Setembre                | |                                                 |                                                |                                                |                                                        |                                                        |
| 2 de setembre 09:50     | Rússia - Soiuz-U | Rússia - Soiuz-U                                | Kazakhstan - Baikonur Site 31/6                | Kazakhstan - Baikonur Site 31/6                | Rússia - VKS                                           | Rússia - VKS                                           |
| 2 de setembre 09:50     | Rússia - Kosmos 2415 (Yantar-1KFT/Kometa) | VKS                                             | Òrbita baixa                                   | Òptic/Imatgeria                                | 15 d'octubre 21:44                                     | Reeixit                                                |
| 2 de setembre 09:50     | Llançament número 1700 del coet derivat de R-7, la càpsula de la pel·lícula i la càmera es va recuperar després de la reentrada |                                                 |                                                |                                                |                                                        |                                                        |
| 7 de setembre 08:53     | Estats Units - LGM-30G Minuteman III | Estats Units - LGM-30G Minuteman III            | Estats Units - Vandenberg LF-04                | Estats Units - Vandenberg LF-04                | Estats Units - Força Aèria dels Estats Units d'Amèrica | Estats Units - Força Aèria dels Estats Units d'Amèrica |
| 7 de setembre 08:53     | Estats Units - GT-187-1GM | Força Aèria dels Estats Units d'Amèrica         | Suborbital                                     | Prova de míssils                               | 7 de setembre                                          | Reeixit                                                |
| 7 de setembre 08:53     | Apogeu: 1300 km |                                                 |                                                |                                                |                                                        |                                                        |
| 8 de setembre 13:07:54  | Rússia - Soiuz-U | Rússia - Soiuz-U                                | Kazakhstan - Baikonur Site 1/5                 | Kazakhstan - Baikonur Site 1/5                 | Rússia - Roskosmos                                     | Rússia - Roskosmos                                     |
| 8 de setembre 13:07:54  | Rússia - Progress M-54 | Roskosmos                                       | Òrbita baixa (ISS)                             | Logística                                      | 3 de març 2006 13:05                                   | Reeixit                                                |
| 8 de setembre 13:07:54  | Rússia - Estats Units - RadioSkaf (SuitSat/AO-54) | AMSAT                                           | Òrbita baixa                                   | Ràdio novell                                   | 7 de setembre 2006 16:00                               | Error parcial del vehicle                              |
| 8 de setembre 13:07:54  | Vol de la ISS 19P. el RadioSkaf es va integra en el Orlan-M núm. 14 per formar el SuitSat, que va ser desplegat en el ISS a les 23:05 UTC del 3 de febrer del 2006, durant un EVA. Les transmissions del SuitSat van resultar significativament més feblse del que s'esperava. |                                                 |                                                |                                                |                                                        |                                                        |
| 8 de setembre 21:53:40  | Rússia - Proton-M/Briz-M | Rússia - Proton-M/Briz-M                        | Kazakhstan - Baikonur Site 200/39              | Kazakhstan - Baikonur Site 200/39              | Rússia - Estats Units - International Launch Services  | Rússia - Estats Units - International Launch Services  |
| 8 de setembre 21:53:40  | Canadà - Anik F1R | Telesat                                         | Geosíncrona                                    | Comunicacions                                  | En òrbita                                              | Operacional                                            |
| 14 de setembre 08:01    | Estats Units - LGM-30G Minuteman III | Estats Units - LGM-30G Minuteman III            | Estats Units - Vandenberg LF-09                | Estats Units - Vandenberg LF-09                | Estats Units - Força Aèria dels Estats Units d'Amèrica | Estats Units - Força Aèria dels Estats Units d'Amèrica |
| 14 de setembre 08:01    | Estats Units - GT-189GM/ALCS | Força Aèria dels Estats Units d'Amèrica         | Suborbital                                     | Prova de míssils                               | 14 de setembre                                         | Reeixit                                                |
| 14 de setembre 08:01    | Apogeu: 1300 km |                                                 |                                                |                                                |                                                        |                                                        |
| 23 de setembre 02:24:29 | Estats Units - Minotaur I | Estats Units - Minotaur I                       | Estats Units - Vandenberg SLC-8                | Estats Units - Vandenberg SLC-8                | Estats Units - Orbital Sciences                        | Estats Units - Orbital Sciences                        |
| 23 de setembre 02:24:29 | Estats Units - USA-185 (STP-R1/Streak) | DARPA                                           | Òrbita baixa                                   | Tecnologia                                     | En òrbita                                              | Operacional                                            |
| 26 de setembre 03:37:00 | Estats Units - Delta II 7925-9.5 | Estats Units - Delta II 7925-9.5                | Estats Units - Cape Canaveral SLC-17A          | Estats Units - Cape Canaveral SLC-17A          | Estats Units - Boeing IDS                              | Estats Units - Boeing IDS                              |
| 26 de setembre 03:37:00 | Estats Units - USA-183 (GPS IIR-14/M1) | Força Aèria dels Estats Units d'Amèrica         | Òrbita mitjana                                 | Navegació                                      | En òrbita                                              | Operacional                                            |
| 26 de setembre          | Estats Units - LRALT | Estats Units - LRALT                            | Estats Units - C-17, Midway                    | Estats Units - C-17, Midway                    | Estats Units - MDA                                     | Estats Units - MDA                                     |
| 26 de setembre          | | MDA                                             | Suborbital                                     | Objectiu                                       | 26 de setembre                                         | Reeixit                                                |
| 26 de setembre          | Apogeu: 300 km, prova del sistema de radar COBRA DANE |                                                 |                                                |                                                |                                                        |                                                        |
| 27 de setembre 13:22    | Rússia - RSM-56 Bulava | Rússia - RSM-56 Bulava                          | Rússia - Dmitri Donskoi, Mar Blanc             | Rússia - Dmitri Donskoi, Mar Blanc             | Rússia - VMF                                           | Rússia - VMF                                           |
| 27 de setembre 13:22    | | VMF                                             | Suborbital                                     | Prova de míssils                               | 27 de setembre                                         | Reeixit                                                |
| 27 de setembre 13:22    | Apogeu: 1000 km, vol inaugural del Bulava, llançat mentre el submarí estava en la superfície |                                                 |                                                |                                                |                                                        |                                                        |
| 30 de setembre 07:06    | Rússia - R-29R Volna | Rússia - R-29R Volna                            | Rússia - Svyatoy Georgiy Pobedonosets, Okhotsk | Rússia - Svyatoy Georgiy Pobedonosets, Okhotsk | Rússia - VMF                                           | Rússia - VMF                                           |
| 30 de setembre 07:06    | | VMF                                             | Suborbital                                     | Prova de míssils                               | 30 de setembre                                         | Reeixit                                                |
| 30 de setembre 07:06    | Apogeu: 1000 km |                                                 |                                                |                                                |                                                        |                                                        |
| Octubre                 | |                                                 |                                                |                                                |                                                        |                                                        |
| 1 d'octubre 03:54:53    | Rússia - Soiuz-FG | Rússia - Soiuz-FG                               | Kazakhstan - Baikonur Site 1/5                 | Kazakhstan - Baikonur Site 1/5                 | Rússia - Roskosmos                                     | Rússia - Roskosmos                                     |
| 1 d'octubre 03:54:53    | Rússia - Soiuz TMA-7 | Roskosmos                                       | Òrbita baixa (ISS)                             | Expedition 12                                  | 8 d'abril 2006 23:48                                   | Reeixit                                                |
| 1 d'octubre 03:54:53    | Vol espacial orbital tripulat amb tres cosmonautes |                                                 |                                                |                                                |                                                        |                                                        |
| 7 d'octubre 21:30       | Rússia - Volna | Rússia - Volna                                  | RússiaBorisoglebsk, Mar de Barentsz            | RússiaBorisoglebsk, Mar de Barentsz            | Rússia - VMF                                           | Rússia - VMF                                           |
| 7 d'octubre 21:30       | Europa - Rússia - IRDT-2R | ESA/NPO Làvotxkin                               | Suborbital                                     | Tecnologia                                     | 6 d'octubre                                            | Error del vehicle                                      |
| 7 d'octubre 21:30       | Apogeu: 200 km, no es va poder recuperar |                                                 |                                                |                                                |                                                        |                                                        |
| 7 d'octubre 21:30       | Rússia - R-29RMU Sineva | Rússia - R-29RMU Sineva                         | RússiaBorisoglebsk, Mar de Barentsz            | RússiaBorisoglebsk, Mar de Barentsz            | Rússia - VMF                                           | Rússia - VMF                                           |
| 7 d'octubre 21:30       | | VMF                                             | Suborbital                                     | Prova de míssils                               | 7 d'octubre                                            | Reeixit                                                |
| 7 d'octubre 21:30       | Apogeu: 1000 km |                                                 |                                                |                                                |                                                        |                                                        |
| 8 d'octubre 15:02:00    | Rússia - Rókot/Briz-KM | Rússia - Rókot/Briz-KM                          | Rússia - Plesetsk Site 133/3                   | Rússia - Plesetsk Site 133/3                   | Europa - Rússia - Eurockot                             | Europa - Rússia - Eurockot                             |
| 8 d'octubre 15:02:00    | Europa - CryoSat | ESA                                             | Destinat: Òrbita baixa                         | Entorn                                         | 8 d'octubre                                            | Error de llançament                                    |
| 8 d'octubre 15:02:00    | Va fallar la segona etapa en apagar-se i separa, tampoc va assolir l'òrbita. |                                                 |                                                |                                                |                                                        |                                                        |
| 10 d'octubre 21:10:08   | Estats Units - UGM-133 Trident II D5 | Estats Units - UGM-133 Trident II D5            | Regne Unit - HMS Vanguard, ETR                 | Regne Unit - HMS Vanguard, ETR                 | Regne Unit - Royal Navy                                | Regne Unit - Royal Navy                                |
| 10 d'octubre 21:10:08   | | Royal Navy                                      | Suborbital                                     | Prova de míssils                               | 10 d'octubre                                           | Reeixit                                                |
| 10 d'octubre 21:10:08   | Apogeu: 1000 km, DASO-8 |                                                 |                                                |                                                |                                                        |                                                        |
| 12 d'octubre 01:00      | Xina - Llarga Marxa 2F | Xina - Llarga Marxa 2F                          | Xina - Jiuquan LA-4/SLS-1                      | Xina - Jiuquan LA-4/SLS-1                      | Xina - CALT                                            | Xina - CALT                                            |
| 12 d'octubre 01:00      | Xina - Shenzhou 6 | CASC                                            | Òrbita baixa                                   | Tecnologia/Biològic                            | 16 d'octubre 04:32:50                                  | Reeixit                                                |
| 12 d'octubre 01:00      | Transportava tres membres de la tripulació, primer vol espacial amb tripulació múltiple xinesa |                                                 |                                                |                                                |                                                        |                                                        |
| 13 d'octubre 22:32:00   | Europa - Ariane 5GS | Europa - Ariane 5GS                             | França - Kourou ELA-3                          | França - Kourou ELA-3                          | França - Arianespace                                   | França - Arianespace                                   |
| 13 d'octubre 22:32:00   | França - Syracuse 3A | DGA                                             | Geosíncrona                                    | Comunicacions                                  | En òrbita                                              | Operacional                                            |
| 13 d'octubre 22:32:00   | Estats Units - Galaxy 15 | PanAmSat (2005-2006) Intelsat (2006—)           | Geosíncrona                                    | Comunicacions                                  | En òrbita                                              | Error del vehicle                                      |
| 19 d'octubre 18:05      | Estats Units - Titan IV(404)B | Estats Units - Titan IV(404)B                   | Estats Units - Vandenberg SLC-4E               | Estats Units - Vandenberg SLC-4E               | Estats Units - Lockheed Martin                         | Estats Units - Lockheed Martin                         |
| 19 d'octubre 18:05      | Estats Units - USA-186 (Improved Crystal) | NRO                                             | Òrbita baixa                                   | Reconeixement                                  | En òrbita                                              | Operacional                                            |
| 19 d'octubre 18:05      | Llançament del NRO núm. 20, vol final del Titan IVB i de la família de coets Titan. |                                                 |                                                |                                                |                                                        |                                                        |
| 20 d'octubre 07:30      | Rússia - RS-18B UR-100NU | Rússia - RS-18B UR-100NU                        | Kazakhstan - Baikonur Site 175/2               | Kazakhstan - Baikonur Site 175/2               | Rússia - RVSN                                          | Rússia - RVSN                                          |
| 20 d'octubre 07:30      | | RVSN                                            | Suborbital                                     | Prova de míssils                               | 20 d'octubre                                           | Reeixit                                                |
| 20 d'octubre 07:30      | Apogeu: 1000 km |                                                 |                                                |                                                |                                                        |                                                        |
| 27 d'octubre 06:52:26   | Rússia - Kosmos-3M | Rússia - Kosmos-3M                              | Rússia - Plesetsk Site 132/1                   | Rússia - Plesetsk Site 132/1                   | Rússia - NPO Polyot                                    | Rússia - NPO Polyot                                    |
| 27 d'octubre 06:52:26   | Xina - Beijing-1 (China-DMC+4) | Tsinghua                                        | Òrbita baixa                                   | Òptic/Imatgeria                                | En òrbita                                              | Operacional                                            |
| 27 d'octubre 06:52:26   | Regne Unit - TopSat | MoD                                             | Òrbita baixa                                   | Òptic/Imatgeria                                | En òrbita                                              | Operacional                                            |
| 27 d'octubre 06:52:26   | Iran - Sinah-1 | ISA                                             | Òrbita baixa                                   | Teledetecció                                   | En òrbita                                              | Operacional                                            |
| 27 d'octubre 06:52:26   | Europa - SSETI Express (XO-53) | SSETI/ESA                                       | Òrbita baixa                                   | Tecnologia                                     | En òrbita                                              | Error del vehicle                                      |
| 27 d'octubre 06:52:26   | Japó - CubeSat XI-V (CO-58) | University of Tokyo                             | Òrbita baixa                                   | Tecnologia                                     | En òrbita                                              | Operacional                                            |
| 27 d'octubre 06:52:26   | Alemanya - UWE-1 | UWE                                             | Òrbita baixa                                   | Tecnologia                                     | En òrbita                                              | Reeixit                                                |
| 27 d'octubre 06:52:26   | Noruega - nCUBE-2 | NSSP                                            | Òrbita baixa                                   | Ràdio novell                                   | En òrbita                                              | Error del vehicle                                      |
| 27 d'octubre 06:52:26   | Rússia - Mozhaets-5 (RS-25) | Mozhaiskiy/NPO PM                               | Òrbita baixa                                   | Tecnologia Ràdio novell                        | En òrbita                                              | Error del vehicle                                      |
| 27 d'octubre 06:52:26   | Alemanya - Rubin-5-ASOLANT | OHB System/AATiS                                | Òrbita baixa                                   | Tecnologia                                     | En òrbita                                              | Reeixit                                                |
| 27 d'octubre 06:52:26   | Sinah-1 va ser el primer satèl·lit iranià, el SSETI Express es va perdre a causa de falta d'energia ja que hores després del llançament, no es van poder desplegar els panells solars per carregar les bateries; El Mozhaets 5 no es va separar del coet transportador, el NCUBE-2 no va contactar amb terra i el Rubin-5 va romandre intencionadament enganxat al coet transportador. L'UWE-1 va operar fins al 17 de novembre. |                                                 |                                                |                                                |                                                        |                                                        |
| 27 d'octubre 13:45      | Brasil - Estats Units - VS-30/Orion | Brasil - Estats Units - VS-30/Orion             | Noruega - Andøya                               | Noruega - Andøya                               | Alemanya - DLR                                         | Alemanya - DLR                                         |
| 27 d'octubre 13:45      | Alemanya - SHEFEX | DLR                                             | Suborbital                                     | Prova de míssils                               | 27 d'octubre                                           | Reeixit                                                |
| 27 d'octubre 13:45      | Apogeu: 211 km |                                                 |                                                |                                                |                                                        |                                                        |
| Novembre                | |                                                 |                                                |                                                |                                                        |                                                        |
| 1 de novembre 17:10     | Rússia - RT-2PM Topol | Rússia - RT-2PM Topol                           | Rússia - Kapustin Iar                          | Rússia - Kapustin Iar                          | Rússia - RVSN                                          | Rússia - RVSN                                          |
| 1 de novembre 17:10     | Rússia - IP-10 | RVSN                                            | Suborbital                                     | Prova de míssils                               | 1 de novembre                                          | Reeixit                                                |
| 1 de novembre 17:10     | Apogeu: 1000 km |                                                 |                                                |                                                |                                                        |                                                        |
| 2 de novembre 22:34     | Estats Units - Terrier Mk.70-Oriole | Estats Units - Terrier Mk.70-Oriole             | Estats Units - Barking Sands                   | Estats Units - Barking Sands                   | Estats Units - NASA                                    | Estats Units - NASA                                    |
| 2 de novembre 22:34     | | NAWC                                            | Suborbital                                     | Objectiu                                       | 2 de novembre                                          | Reeixit                                                |
| 2 de novembre 22:34     | Apogeu: 300 km |                                                 |                                                |                                                |                                                        |                                                        |
| 8 de novembre 14:06:59  | Ucraïna - Zenit-3SL | Ucraïna - Zenit-3SL                             | Noruega - Ocean Odyssey                        | Noruega - Ocean Odyssey                        | Nacions Unides - Sea Launch                            | Nacions Unides - Sea Launch                            |
| 8 de novembre 14:06:59  | Regne Unit - Inmarsat-4 F2 | Inmarsat                                        | Geosíncrona                                    | Comunicacions                                  | En òrbita                                              | Operacional                                            |
| 9 de novembre 03:33:34  | Rússia - Soiuz-FG/Fregat | Rússia - Soiuz-FG/Fregat                        | Kazakhstan - Baikonur Site 31/6                | Kazakhstan - Baikonur Site 31/6                | Europa - Rússia - Starsem                              | Europa - Rússia - Starsem                              |
| 9 de novembre 03:33:34  | Europa - Venus Express | ESA                                             | Citerocèntrica                                 | Venus orbiter                                  | En òrbita                                              | Operacional                                            |
| 14 de novembre 20:30    | Estats Units - Terrier-Improved Orion | Estats Units - Terrier-Improved Orion           | Estats Units - White Sands                     | Estats Units - White Sands                     | Estats Units - NASA                                    | Estats Units - NASA                                    |
| 14 de novembre 20:30    | | NAWC                                            | Suborbital                                     | Objectiu                                       | 14 de novembre                                         | Reeixit                                                |
| 14 de novembre 20:30    | Apogeu: 130 km |                                                 |                                                |                                                |                                                        |                                                        |
| 16 de novembre 23:46:00 | Europa - Ariane 5ECA | Europa - Ariane 5ECA                            | França - Kourou ELA-3                          | França - Kourou ELA-3                          | França - Arianespace                                   | França - Arianespace                                   |
| 16 de novembre 23:46:00 | Estats Units - Spaceway 2 | DirecTV                                         | Geosíncrona                                    | Comunicacions                                  | En òrbita                                              | Operacional                                            |
| 16 de novembre 23:46:00 | Indonesia - Telkom 2 | PT Telkom                                       | Geosíncrona                                    | Comunicacions                                  | En òrbita                                              | Operacional                                            |
| 18 de novembre 18:12    | Estats Units - Castor 4B (MRT) | Estats Units - Castor 4B (MRT)                  | Estats Units - Barking Sands                   | Estats Units - Barking Sands                   | Estats Units - Marina dels Estats Units d'Amèrica      | Estats Units - Marina dels Estats Units d'Amèrica      |
| 18 de novembre 18:12    | Estats Units - FTM-04-2 Objectiu | Marina dels Estats Units d'Amèrica              | Suborbital                                     | Objectiu                                       | 18 de novembre                                         | Reeixit                                                |
| 18 de novembre 18:12    | Apogeu: 150 km, interceptat pel SM-3 |                                                 |                                                |                                                |                                                        |                                                        |
| 18 de novembre 18:16    | Estats Units - RIM-161 Standard Missile 3 | Estats Units - RIM-161 Standard Missile 3       | Estats Units - USS Lake Erie                   | Estats Units - USS Lake Erie                   | Estats Units - Marina dels Estats Units d'Amèrica      | Estats Units - Marina dels Estats Units d'Amèrica      |
| 18 de novembre 18:16    | Estats Units - FTM-04-2 Interceptor | Marina dels Estats Units d'Amèrica              | Suborbital                                     | Prova de l'Aegis                               | 18 de novembre                                         | Reeixit                                                |
| 18 de novembre 18:16    | "Stellar Valkyrie", Apogeu: 150 km, interceptat pel MRT |                                                 |                                                |                                                |                                                        |                                                        |
| 18 de novembre 20:13    | Estats Units - Terrier-Improved Orion | Estats Units - Terrier-Improved Orion           | Estats Units - White Sands                     | Estats Units - White Sands                     | Estats Units - NASA                                    | Estats Units - NASA                                    |
| 18 de novembre 20:13    | | NAWC                                            | Suborbital                                     | Objectiu                                       | 18 de novembre                                         | Reeixit                                                |
| 18 de novembre 20:13    | Apogeu: 130 km |                                                 |                                                |                                                |                                                        |                                                        |
| 22 de novembre          | Estats Units - THAAD | Estats Units - THAAD                            | Estats Units - White Sands                     | Estats Units - White Sands                     | Estats Units - Lockheed Martin                         | Estats Units - Lockheed Martin                         |
| 22 de novembre          | Estats Units - FTT-1 | Lockheed Martin                                 | Suborbital                                     | Vol de proves                                  | 22 de novembre                                         | Reeixit                                                |
| 22 de novembre          | Apogeu: 100 km |                                                 |                                                |                                                |                                                        |                                                        |
| 29 de novembre 07:44    | Rússia - RT-2PM Topol | Rússia - RT-2PM Topol                           | Rússia - Plesetsk                              | Rússia - Plesetsk                              | Rússia - RVSN                                          | Rússia - RVSN                                          |
| 29 de novembre 07:44    | | RVSN                                            | Suborbital                                     | Prova de míssils                               | 29 de novembre                                         | Reeixit                                                |
| 29 de novembre 07:44    | Apogeu: 1000 km |                                                 |                                                |                                                |                                                        |                                                        |
| Desembre                | |                                                 |                                                |                                                |                                                        |                                                        |
| 9 de desembre 19:02:42  | Estats Units - UGM-133 Trident II D5 | Estats Units - UGM-133 Trident II D5            | Estats Units - Submarine, ETR LP-5             | Estats Units - Submarine, ETR LP-5             | Estats Units - Marina dels Estats Units d'Amèrica      | Estats Units - Marina dels Estats Units d'Amèrica      |
| 9 de desembre 19:02:42  | | Marina dels Estats Units d'Amèrica              | Suborbital                                     | Prova de míssils                               | 9 de desembre                                          | Reeixit                                                |
| 9 de desembre 19:02:42  | Apogeu: 1000 km, FCET-34 |                                                 |                                                |                                                |                                                        |                                                        |
| 14 de desembre 03:04    | Estats Units - Orbital Boost Vehicle | Estats Units - Orbital Boost Vehicle            | Illes Marshall - Meck                          | Illes Marshall - Meck                          | Estats Units - MDA                                     | Estats Units - MDA                                     |
| 14 de desembre 03:04    | Estats Units - FT-1 | MDA                                             | Suborbital                                     | Prova de GBI                                   | 14 de desembre                                         | Reeixit                                                |
| 14 de desembre 03:04    | Apogeu: 1800 km |                                                 |                                                |                                                |                                                        |                                                        |
| 20 de desembre 19:30    | Estats Units - Terrier-Orion | Estats Units - Terrier-Orion                    | Estats Units - Wallops                         | Estats Units - Wallops                         | Estats Units - NASA                                    | Estats Units - NASA                                    |
| 20 de desembre 19:30    | | NASA                                            | Suborbital                                     | Tecnologia                                     | 20 de desembre                                         | Reeixit                                                |
| 20 de desembre 19:30    | Apogeu: 100 km |                                                 |                                                |                                                |                                                        |                                                        |
| 21 de desembre 05:19    | Rússia - RSM-56 Bulava | Rússia - RSM-56 Bulava                          | RússiaDmitri Donskoi, Mar Blanc                | RússiaDmitri Donskoi, Mar Blanc                | Rússia - VMF                                           | Rússia - VMF                                           |
| 21 de desembre 05:19    | | VMF                                             | Suborbital                                     | Prova de míssils                               | 21 de desembre                                         | Reeixit                                                |
| 21 de desembre 05:19    | Apogeu: 1000 km, primer llançament del Bulava submergit |                                                 |                                                |                                                |                                                        |                                                        |
| 21 de desembre 18:38:20 | Rússia - Soiuz-U | Rússia - Soiuz-U                                | Kazakhstan - Baikonur Site 1/5                 | Kazakhstan - Baikonur Site 1/5                 | Rússia - Roskosmos                                     | Rússia - Roskosmos                                     |
| 21 de desembre 18:38:20 | Rússia - Progress M-55 | Roskomsos                                       | Òrbita baixa (ISS)                             | Logística                                      | 19 de juny 2006 17:53                                  | Reeixit                                                |
| 21 de desembre 18:38:20 | Vol de la ISS 20P |                                                 |                                                |                                                |                                                        |                                                        |
| 21 de desembre 19:34:20 | Rússia - Kosmos-3M | Rússia - Kosmos-3M                              | Rússia - Plesetsk Site 132/1                   | Rússia - Plesetsk Site 132/1                   | Rússia - VKS                                           | Rússia - VKS                                           |
| 21 de desembre 19:34:20 | Rússia - Gonets-D1M #13 | Gonets SatCom                                   | Òrbita baixa                                   | Comunicacions                                  | En òrbita                                              | Operacional                                            |
| 21 de desembre 19:34:20 | Rússia - Kosmos 2416 (Rodnik) | VKS                                             | Òrbita baixa                                   | Comunicacions                                  | En òrbita                                              | Operacional                                            |
| 21 de desembre 22:33    | Europa - Ariane 5GS | Europa - Ariane 5GS                             | França - Kourou ELA-3                          | França - Kourou ELA-3                          | França - Arianespace                                   | França - Arianespace                                   |
| 21 de desembre 22:33    | Europa - Meteosat-9 (MSG-2) | Eumetsat                                        | Geosíncrona                                    | Meteorologia                                   | En òrbita                                              | Operacional                                            |
| 21 de desembre 22:33    | Índia - INSAT-4A | ISRO                                            | Geosíncrona                                    | Comunicacions                                  | En òrbita                                              | Operacional                                            |
| 25 de desembre 05:07:10 | Rússia - Proton-K/DM-2 | Rússia - Proton-K/DM-2                          | Kazakhstan - Baikonur Site 81/24               | Kazakhstan - Baikonur Site 81/24               | Rússia - VKS                                           | Rússia - VKS                                           |
| 25 de desembre 05:07:10 | Rússia - Kosmos 2417 (GLONASS-M) | VKS                                             | Òrbita mitjana                                 | Navegació                                      | En òrbita                                              | Operacional                                            |
| 25 de desembre 05:07:10 | Rússia - Kosmos 2418 (GLONASS-M) | VKS                                             | Òrbita mitjana                                 | Navegació                                      | En òrbita                                              | Operacional                                            |
| 25 de desembre 05:07:10 | Rússia - Kosmos 2419 (GLONASS) | VKS                                             | Òrbita mitjana                                 | Navegació                                      | En òrbita                                              | Operacional                                            |
| 28 de desembre 05:19    | Rússia - Soiuz-FG/Fregat | Rússia - Soiuz-FG/Fregat                        | Kazakhstan - Baikonur Site 31/6                | Kazakhstan - Baikonur Site 31/6                | Europa - Rússia - Starsem                              | Europa - Rússia - Starsem                              |
| 28 de desembre 05:19    | Europa - GIOVE A | ESA                                             | Òrbita mitjana                                 | Navegació Tecnologia                           | En òrbita                                              | Operacional                                            |
| 29 de desembre 02:28    | Rússia - Proton-M/Briz-M | Rússia - Proton-M/Briz-M                        | Kazakhstan - Baikonur Site 200/39              | Kazakhstan - Baikonur Site 200/39              | Rússia - Estats Units - International Launch Services  | Rússia - Estats Units - International Launch Services  |
| 29 de desembre 02:28    | Estats Units - AMC-23 (2005-2007) · GE-23 (2007—) | SES Americom (2005-2007) SAT-GE (2007—)         | Geosíncrona                                    | Comunicacions                                  | En òrbita                                              | Operacional                                            |
| 29 de desembre 02:28    | Originalment designat per GE Americom com a GE-2i, transferit a SES Americom abans del seu llançament i es va canviar el nom a AMC-13, després es va transferir a Worldsat com a Worldsat-3 abans de ser transferit de nou a SES Americom com a AMC-23 a principis del 2005. Transferit a la SAT-GE quan es va separar de SES Americom al 2007.                                                                                  |                                                 |                                                |                                                |                                                        |                                                        |
| Unknown                 | Índia - RH-300 Mk.II | Índia - RH-300 Mk.II                            | Índia - Satish Dhawan                          | Índia - Satish Dhawan                          | Índia - ISRO                                           | Índia - ISRO                                           |
| Unknown                 | | ISRO                                            | Suborbital                                     | Vol de proves                                  | rowspan=1                                              | Reeixit                                                |
| Unknown                 | Apogeu: 130 km |                                                 |                                                |                                                |                                                        |                                                        |
| Unknown                 | Estats Units - UGM-133 Trident II D5 | Estats Units - UGM-133 Trident II D5            | Estats Units - Submarine, WTR                  | Estats Units - Submarine, WTR                  | Estats Units - Marina dels Estats Units d'Amèrica      | Estats Units - Marina dels Estats Units d'Amèrica      |
| Unknown                 | | Marina dels Estats Units d'Amèrica              | Suborbital                                     | Prova de míssils                               | rowspan=1                                              | Reeixit                                                |
| Unknown                 | Apogeu: 1000 km |                                                 |                                                |                                                |                                                        |                                                        |

## Encontres espacials
| Data (GMT)     | Nau espacial | Esdeveniment                                                    | Comentaris                   |
| -------------- | ------------ | --------------------------------------------------------------- | ---------------------------- |
| 14 de gener    | Cassini      | Sobrevol de Tità                                                | Apropament màxim: 60000 km   |
| 14 de gener    | Huygens      | Aterrat a Tità                                                  |                              |
| 15 de febrer   | Cassini      | 3è sobrevol de Tità                                             | Apropament màxim: 950 km     |
| 17 de febrer   | Cassini      | Sobrevol d'Encèlad                                              | Apropament màxim: 1180 km    |
| 4 de març      | Rosetta      | 1r sobrevol de la Terra                                         | Assistència gravitacional    |
| 9 de març      | Cassini      | Sobrevol d'Encèlad                                              | Apropament màxim: 500 km     |
| 31 de març     | Cassini      | 4è sobrevol de Tità                                             | Apropament màxim: 2523 km    |
| 16 d'abril     | Cassini      | 5è sobrevol de Tità                                             | Apropament màxim: 950 km     |
| 4 de juliol    | Deep Impact  | Va impactar a 9P/Tempel 1                                       |                              |
| 14 de juliol   | Cassini      | Sobrevol d'Encèlad                                              | Apropament màxim: 1000 km    |
| 2 d'agost      | MESSENGER    | Sobrevol de la Terra                                            | Assistència gravitacional    |
| 22 d'agost     | Cassini      | 6è sobrevol de Tità                                             | Apropament màxim: 4015 km    |
| 7 de setembre  | Cassini      | 7è sobrevol de Tità                                             | Apropament màxim: 950 km     |
| 12 de setembre | Hayabusa     | Arribada a l'asteroide 25143 Itokawa                            |                              |
| 26 de setembre | Cassini      | Sobrevol de Hiperió                                             | Apropament màxim: 990 km     |
| 11 d'octubre   | Cassini      | Sobrevol de Dione                                               | Apropament màxim: 500 km     |
| 28 d'octubre   | Cassini      | 8è sobrevol de Tità                                             | Apropament màxim: 1446 km    |
| 12 de novembre | MINERVA      | Va fracassar en aterrar a Itokawa                               |                              |
| 19 de novembre | Hayabusa     | Accidentalment va caure sobre Itokawa Primer ascens d'asteroide | Va romandre durant 30 minuts |
| 25 de novembre | Hayabusa     | Va realitzar un tocar-i-marxar a Itokawa per recollir mostres   | No queda clar l'estat        |
| 26 de novembre | Cassini      | Sobrevol de Rea                                                 | Apropament màxim: 500 km     |
| 26 de desembre | Cassini      | 9è sobrevol de Tità                                             | Apropament màxim: 10429 km   |

## EVAs
| Inici Data/Hora (UTC) | Duració           | Hora fi (UTC)    | Nau espacial                             | Tipulació                                                    | Comentaris |
| --------------------- | ----------------- | ---------------- | ---------------------------------------- | ------------------------------------------------------------ | --- |
| 26 de gener 07:43     | 5 hores 28 minuts | 13:11            | Expedition 10 ISS Pirs                   | Estats Units - Leroy Chiao · Rússia - Salijan Xarípov        | Es va completar la instal·lació de la Universal Work Platform, es va muntar l'experiment comercial europeu Rokviss (Robotic Components Verification on ISS) i la seva antena, es va instal·lar l'experiment rus Biorisk, i es va reubicar l'experiment d'exposició japonès. |
| 28 de març 06:25      | 4 hores 30 minuts | 10:55            | Expedition 10 ISS Pirs                   | Estats Units - Leroy Chiao · Rússia - Salijan Xarípov        | Es va instal·lar l'equip de navegació i de comunicacions per l'arribada del primer Automated Transfer Vehicle (ATV), i es va desplegar el nanosatèl·lit de cinc quilograms rus TNS-0. |
| 30 de juliol 09:48    | 6 hores 50 minuts | 17:36            | STS-114 Transbordador espacial Discovery | Japó - Soichi Noguchi · Estats Units - Stephen Robinson      | Es va realitzar l'acoblament del transbordador a l'ISS. Es van demostrar les tècniques de reparació de la protecció tèrmica al sistema de control d'altitud de l'estació. Es va instal·lar una base i cablejat per l'External Stowage Platform, es va redirigir l'energia del Control Moment Gyroscope-2 (CMG-2), es van moure dos experiments d'exposició, i es va substituir una antena de global positioning system danyada a l'estació. |
| 1 d'agost 08:42       | 7 hores 14 minuts | 15:56            | STS-114 Discovery                        | Japó - Soichi Noguchi · Estats Units - Stephen Robinson      | Es va realitzar l'acoblament del transbordador a l'ISS. Es va treure un CMG-1 danyat de la carcassa del Z1, es va moure el CMG-1 a la zona de càrrega del Discovery, i es va instal·lar un nou CMG-1 en la carcassa del segment del Z1. |
| 3 d'agost 08:48       | 6 hores 1 minut   | 14:49            | STS-114 Discovery                        | Japó - Soichi Noguchi · Estats Units - Stephen Robinson      | Es va realitzar l'acoblament del transbordador a l'ISS. Es va fotografiar i inspeccionar la protecció tèrmica del Discovery, eliminat dos llosetes que sobresurtien de l'àrea davantera de la part inferior de la nau, i es va instal·lar un satèl·lit de ràdio novell en el PCSAT2. |
| 18 d'agost 19:02      | 4 hores 58 minuts | 19 d'agost 00:00 | Expedition 11 ISS Pirs                   | Rússia - Serguei Krikaliov · Estats Units - John L. Phillips | Es va moure un dels tres pots de l'experiment del Biorisk, es va treure l'experiment Micro-Particles Capturer experiment i el Space Environment Exposure Device del Zvezda, es va moure l'experimtn Matroska, es va instal·lar una càmera de televisió per l'acoblament de l'ATV. |
| 7 de novembre 15:32   | 5 hores 22 minuts | 20:54            | Expedition 12 ISS Quest                  | Estats Units - William S. McArthur · Rússia - Valery Tokarev | Es va instal·lar i configurar una càmera en la carcassa del P1, es va moure un Rotary Joint Motor Controller (RJMC) avariat, es va treure el Floating Potential Probe, i es va substituir per una controlador d'energia remot en el Mobile Transporter. Primer passeig espacial al voltant del Quest des de l'abril 2003. |

## Resum de llançaments orbitals

### Per país
| País                           | Llançaments | Reeixits | Errors | Errors parcials | Comentaris |
| ------------------------------ | ----------- | -------- | ------ | --------------- | ---------- |
| Europa - Europa                | 5           | 5        | 0      | 0               |            |
| Índia                          | 1           | 1        | 0      | 0               |            |
| Nacions Unides - Internacional | 4           | 4        | 0      | 0               | Sea Launch |
| Japó                           | 2           | 2        | 0      | 0               |            |
| República Popular de la Xina   | 5           | 5        | 0      | 0               |            |
| Rússia/ CEI                    | 26          | 23       | 3      | 0               |            |
| Estats Units                   | 12          | 12       | 0      | 0               |            |

### Per coet

#### Per família
| Família                | País                         | Llançaments | Reeixits | Errors | Errors parcials | Comentaris |
| ---------------------- | ---------------------------- | ----------- | -------- | ------ | --------------- | ---------- |
| Ariane                 | Europa                       | 5           | 5        | 0      | 0               |            |
| Atlas                  | Estats Units                 | 3           | 3        | 0      | 0               |            |
| Delta                  | Estats Units                 | 3           | 3        | 0      | 0               |            |
| Energia                | Ucraïna                      | 4           | 4        | 0      | 0               |            |
| H-II                   | Japó                         | 1           | 1        | 0      | 0               |            |
| Llarga Marxa           | República Popular de la Xina | 5           | 5        | 0      | 0               |            |
| Minotaur               | Estats Units                 | 2           | 2        | 0      | 0               |            |
| Mu                     | Japó                         | 1           | 1        | 0      | 0               |            |
| Pegasus                | Estats Units                 | 1           | 1        | 0      | 0               |            |
| R-7                    | Rússia                       | 12          | 11       | 1      | 0               |            |
| R-14                   | Rússia                       | 3           | 3        | 0      | 0               |            |
| R-29                   | Rússia                       | 1           | 1        | 0      | 0               |            |
| R-36                   | Ucraïna                      | 1           | 1        | 0      | 0               |            |
| SLV                    | Índia                        | 1           | 1        | 0      | 0               |            |
| Transbordador espacial | Estats Units                 | 1           | 1        | 0      | 0               |            |
| Titan                  | Estats Units                 | 2           | 2        | 0      | 0               | Retirat    |
| Universal Rocket       | Rússia                       | 9           | 8        | 1      | 0               |            |

#### Per tipus
| Coet                   | País                         | Família                | Llançaments | Reeixits | Errors | Errors parcials | Comentaris |
| ---------------------- | ---------------------------- | ---------------------- | ----------- | -------- | ------ | --------------- | ---------- |
| Ariane 5               | Europe                       | Ariane                 | 5           | 5        | 0      | 0               |            |
| Atlas III              | Estats Units                 | Atlas                  | 1           | 1        | 0      | 0               | Retirat    |
| Atlas V                | Estats Units                 | Atlas                  | 2           | 2        | 0      | 0               |            |
| Delta II               | Estats Units                 | Delta                  | 3           | 3        | 0      | 0               |            |
| Dnepr                  | Ucraïna                      | R-36                   | 1           | 1        | 0      | 0               |            |
| H-IIA                  | Japó                         | H-II                   | 1           | 1        | 0      | 0               |            |
| Kosmos                 | Rússia                       | R-12/R-14              | 3           | 3        | 0      | 0               |            |
| Llarga Marxa 2         | República Popular de la Xina | Llarga Marxa           | 4           | 4        | 0      | 0               |            |
| Llarga Marxa 3         | República Popular de la Xina | Llarga Marxa           | 1           | 1        | 0      | 0               |            |
| M-V                    | Japó                         | Mu                     | 1           | 1        | 0      | 0               |            |
| Minotaur I             | Estats Units                 | Minotaur               | 2           | 2        | 0      | 0               |            |
| Molniya                | Rússia                       | R-7                    | 1           | 0        | 1      | 0               |            |
| Pegasus                | Estats Units                 | Pegasus                | 1           | 1        | 0      | 0               |            |
| PSLV                   | Índia                        | SLV                    | 1           | 1        | 0      | 0               |            |
| Proton                 | Rússia                       | Universal Rocket       | 7           | 7        | 0      | 0               |            |
| Soiuz                  | Rússia                       | R-7                    | 11          | 11       | 0      | 0               |            |
| Transbordador espacial | Estats Units                 | Transbordador espacial | 1           | 1        | 0      | 0               |            |
| Titan IV               | Estats Units                 | Titan                  | 2           | 2        | 0      | 0               | Retirat    |
| UR-100                 | Rússia                       | Universal Rocket       | 2           | 1        | 1      | 0               |            |
| Volna                  | Rússia                       | R-29                   | 1           | 0        | 1      | 0               |            |
| Zenit                  | Ucraïna                      | Energia                | 4           | 4        | 0      | 0               |            |

#### Per configuració
| Coet                   | País                         | Tipus                  | Llançaments | Reeixits | Errors | Errors parcials | Comentaris    |
| ---------------------- | ---------------------------- | ---------------------- | ----------- | -------- | ------ | --------------- | ------------- |
| Ariane 5ECA            | Europe                       | Ariane 5               | 2           | 2        | 0      | 0               |               |
| Ariane 5GS             | Europe                       | Ariane 5               | 3           | 3        | 0      | 0               | Vol inaugural |
| Atlas IIIB             | Estats Units                 | Atlas III              | 1           | 1        | 0      | 0               | Retirat       |
| Atlas V 401            | Estats Units                 | Atlas V                | 1           | 1        | 0      | 0               |               |
| Atlas V 431            | Estats Units                 | Atlas V                | 1           | 1        | 0      | 0               | Vol inaugural |
| Delta II 7320          | Estats Units                 | Delta II               | 1           | 1        | 0      | 0               |               |
| Delta II 7925          | Estats Units                 | Delta II               | 2           | 2        | 0      | 0               |               |
| Dnepr-1                | Ucraïna                      | Dnepr                  | 1           | 1        | 0      | 0               |               |
| H-IIA 2022             | Japó                         | H-IIA                  | 1           | 1        | 0      | 0               | Vol inaugural |
| Kosmos-3M              | Rússia                       | Kosmos                 | 3           | 3        | 0      | 0               |               |
| Llarga Marxa 2C        | República Popular de la Xina | Llarga Marxa 2         | 1           | 1        | 0      | 0               |               |
| Llarga Marxa 2D        | República Popular de la Xina | Llarga Marxa 2         | 2           | 2        | 0      | 0               |               |
| Llarga Marxa 2F        | República Popular de la Xina | Llarga Marxa 2         | 1           | 1        | 0      | 0               |               |
| Llarga Marxa 3B        | República Popular de la Xina | Llarga Marxa 3         | 1           | 1        | 0      | 0               |               |
| M-V                    | Japó                         | M-V                    | 1           | 1        | 0      | 0               |               |
| Minotaur I             | Estats Units                 | Minotaur I             | 2           | 2        | 0      | 0               |               |
| Molniya-M/ML           | Rússia                       | Molniya                | 1           | 0        | 1      | 0               | Retirat       |
| Pegasus-XL             | Estats Units                 | Pegasus                | 1           | 1        | 0      | 0               |               |
| PSLV-C                 | Índia                        | PSLV                   | 1           | 1        | 0      | 0               |               |
| Proton-K/DM-2          | Rússia                       | Proton                 | 2           | 2        | 0      | 0               |               |
| Proton-K/DM-2M         | Rússia                       | Proton                 | 1           | 1        | 0      | 0               |               |
| Proton-M/Briz-M        | Rússia                       | Proton                 | 4           | 4        | 0      | 0               |               |
| Rókot/Briz-KM          | Rússia                       | UR-100                 | 2           | 1        | 1      | 0               |               |
| Soiuz-FG               | Rússia                       | Soiuz                  | 2           | 2        | 0      | 0               |               |
| Soiuz-FG/Fregat        | Rússia                       | Soiuz                  | 3           | 3        | 0      | 0               |               |
| Soiuz-U                | Rússia                       | Soiuz                  | 6           | 6        | 0      | 0               |               |
| Transbordador espacial | Estats Units                 | Transbordador espacial | 1           | 1        | 0      | 0               |               |
| Titan IV(403)B         | Estats Units                 | Titan IV               | 1           | 1        | 0      | 0               | Retirat       |
| Titan IV(404)B         | Estats Units                 | Titan IV               | 1           | 1        | 0      | 0               | Retirat       |
| Volna-O                | Rússia                       | Volna                  | 1           | 0        | 1      | 0               | Vol inaugural |
| Zenit-3SL              | Ucraïna                      | Zenit                  | 4           | 4        | 0      | 0               |               |

### Per zona de llançament
| Lloc           | País                           | Llançaments | Reeixits | Errors | Errors parcials | Comentaris                                 |
| -------------- | ------------------------------ | ----------- | -------- | ------ | --------------- | ------------------------------------------ |
| Baikonur       | Kazakhstan                     | 19          | 19       | 0      | 0               |                                            |
| Barents        | Rússia                         | 1           | 0        | 1      | 0               | Llançat des del submarí K-496 Borisoglebsk |
| Cape Canaveral | Estats Units                   | 6           | 6        | 0      | 0               |                                            |
| Jiuquan        | República Popular de la Xina   | 4           | 4        | 0      | 0               |                                            |
| Kennedy        | Estats Units                   | 1           | 1        | 0      | 0               |                                            |
| Kourou         | França                         | 5           | 5        | 0      | 0               |                                            |
| Ocean Odyssey  | Nacions Unides - International | 4           | 4        | 0      | 0               |                                            |
| Plesetsk       | Rússia                         | 6           | 4        | 2      | 0               |                                            |
| Satish Dhawan  | Índia                          | 1           | 1        | 0      | 0               |                                            |
| Tanegashima    | Japó                           | 1           | 1        | 0      | 0               |                                            |
| Uchinoura      | Japó                           | 1           | 1        | 0      | 0               |                                            |
| Vandenberg     | Estats Units                   | 5           | 5        | 0      | 0               | Llançament utilitzant l'avió Stargazer     |
| Xichang        | República Popular de la Xina   | 1           | 1        | 0      | 0               |                                            |

### Per òrbita
| Règim orbital             | Llançaments | Aconseguits | No aconseguits | Aconseguits Accidentalment | Comentaris                                        |
| ------------------------- | ----------- | ----------- | -------------- | -------------------------- | ------------------------------------------------- |
| Òrbita terrestre baixa    | 29          | 27          | 2              | 0                          | 7 cap a l'ISS                                     |
| Òrbita terrestre mitjana  | 3           | 3           | 0              | 0                          |                                                   |
| Geosíncrona/transferència | 19          | 19          | 0              | 0                          |                                                   |
| Òrbita terrestre alta     | 1           | 0           | 1              | 0                          | Molnia                                            |
| Òrbita heliocèntrica      | 3           | 3           | 0              | 0                          | Incloent les òrbites planetàries de transferència |